# Nazionale maschile under 20 di calcio della Svizzera
La nazionale di calcio svizzera Under-20 è la rappresentativa calcistica Under-20 della Svizzera ed è posta sotto l'egida della ASF-SFV.

## Rose passate
Campionato del mondo Under-20 20051 König, 2 Ferhat, 3 Bühler, 4 Djourou, 5 Senderos, 6 Salatić, 7 Barnetta, 8 Antić, 9 Vonlanthen, 10 Zambrella, 11 Ziegler, 12 Lopar, 13 Siqueira, 14 Burki, 15 Schneuwly, 16 Schwegler, 17 Stahel, 18 Schlauri, 19 Afonso, 20 Džemaili, 21 Gonzalez, CT: Schürmann

## Statistiche
|              | Nr. Partite | Vittorie | Nulle | Sconfitte | Reti Fatte | Reti Subite |
| Ospitate     | 25          | 11       | 6     | 8         | 33         | 28          |
| Campo neutro | 5           | 2        | 0     | 3         | 7          | 6           |
| Ospite       | 26          | 6        | 10    | 10        | 32         | 53          |
| Totale       | 56          | 19       | 16    | 21        | 72         | 87          |

Dati riguardanti tutte le partite della Svizzera Under-20, aggiornate al 1º giugno 2008 dopo la partita Germania-Svizzera. Tratto da: Sito ufficiale